# Giraldilla 2000
Das internationale Badminton-Turnier Giraldilla 2000 fand vom 2. bis zum 5. März 2000 mit Teilnehmern aus 24 Staaten in Havanna statt.

## Sieger und Platzierte
| Disziplin    | Gold                         | Silber                            | Bronze                            |
| ------------ | ---------------------------- | --------------------------------- | --------------------------------- |
| Herreneinzel | Richard Vaughan              | Jyri Aalto                        | Colin Haughton                    |
| Herreneinzel | Richard Vaughan              | Jyri Aalto                        | Bertrand Gallet                   |
| Dameneinzel  | Takako Ida                   | Anu Weckström                     | Sandra Dimbour                    |
| Dameneinzel  | Takako Ida                   | Anu Weckström                     | Sonya McGinn                      |
| Herrendoppel | Keita Masuda Tadashi Ohtsuka | José Antonio Crespo Sergio Llopis | Manuel Dubrulle Vincent Laigle    |
| Herrendoppel | Keita Masuda Tadashi Ohtsuka | José Antonio Crespo Sergio Llopis | Bryan Moody Brent Olynyk          |
| Damendoppel  | Satomi Igawa Hiroko Nagamine | Naomi Murakami Hiromi Yamada      | Sandra Dimbour Elodie Eymard      |
| Damendoppel  | Satomi Igawa Hiroko Nagamine | Naomi Murakami Hiromi Yamada      | Agnese Allegrini Maria Luisa Mur  |
| Mixed        | Norio Imai Chikako Nakayama  | Mike Beres Kara Solmundson        | José Antonio Crespo Dolores Marco |
| Mixed        | Norio Imai Chikako Nakayama  | Mike Beres Kara Solmundson        | Manuel Dubrulle Elodie Eymard     |